# Sfinți Martinian și Processus
Martinian și Processus (italiană Martiniano și Processo) au fost martiri creștini ai Romei antice. Nu se cunosc nici anii în care au trăit și nici circumstanțele morții lor. În prezent sunt înmormântați în Bazilica Sf. Petru din Roma.

## Înmormântare
Tot ceea ce se știe despre Martinian și Processus este că au fost îngropați inițial într-un cimitir din epocă apostolică de-a lungul Via Aurelia la 2 iulie.  Bollandistul Hippolyte Delehaye și Martirologia romană  afirmă că au fost îngropați într-un an necunoscut în Cimitirul din Damasus la a doua piatră de hotar a drumului. Martyrologium Hieronymianum își dă numele sub 2 iulie.  Manuscrisul de la Berna al Martirologiei afirmă, de asemenea, că locul lor de înmormântare a fost la a doua piatră de hotar a Via Aurelia sau la catacombele Sfintei Agata de pe Via Aurelia. Vechile cataloage ale locurilor de înmormântare ale martirilor romani menționează, de asemenea, mormintele ambilor sfinți de pe acest drum. 

## Istorie
Potrivit istoriei, Martinian și Processus erau soldați din Garda Pretoriană desemnați ca paznici ai Sfântului Petru și Sfântului Pavel în închisoarea Mamertine.  Apostolii și-au convertit temnicerii după ce un izvor a curs miraculos în închisoare. Apoi Petru i-a botezat în apele miraculoase. Din ordinul împăratului Nero, gardienii au fost apoi arestați, torturați și decapitati. După martiriul lor cu Paul, un simpatizant numit Lucina i-a îngropat în propriul cimitir. 

## Veneraţie
Martinian și Processus au fost venerați public la Roma din secolul al patrulea sau poate din secolul al treilea. În secolul al IV-lea, peste mormântul lor a fost construită o biserică . La această biserică, Sfântul Grigorie cel Mare a ținut o omilie în ziua sărbătorii lor „în care se referea la prezența trupurilor lor, la vindecarea bolnavilor, la hărțuirea sperjururilor și la vindecarea demoniacilor de acolo”.  Această biserică nu mai există. Beda menționează Martinian și Processus, iar sărbătoarea lor se știe astfel că a fost sărbătorită în Anglia medievală timpurie. 
Papa Pascal I (817–824) a transpus osemintele celor doi martiri într-o capelă din vechea Bazilica Sf. Petru.  Ei încă se odihnesc sub altarul dedicat lor în transeptul din dreapta (sud) al actualei Bazilici Sf. Petru. În 1605, moaștele lor au fost plasate într-o urnă de porfir sub altarul de la Sf. Petru, care este flancat de două coloane galbene antice. Emisfera are trei rotunde cu scene din viața apostolului Pavel. 
Revizuirea din 1969 a Calendarului General Roman a adăugat o sărbătoare a Primilor Mucenici ai Bisericii Romei pe 30 iunie, imediat după aceea a Sfinților Petru și Pavel . De asemenea, a eliminat sărbătoarea individuală a acestor martiri și a altor martiri timpurii din calendarul general al ritului roman . Cu toate acestea, Martinian și Processus rămân în Martirologia Romană, lista oficială a sfinților recunoscuți de Biserica Catolică .  Astfel, ei mai pot fi celebrați cu propria liturghie în ziua lor tradițională de sărbătoare, 2 iulie, conform regulilor prezentului Misal Roman , cu excepția cazului în care într-o localitate se atribuie o sărbătoare obligatorie pentru acea zi. Calendarele dinainte de 1969 acordă acestor sfinți doar o Comemorare în cadrul Liturghiei Vizitării Maicii Domnului . 